# Io volerò via
Io volerò via (I'll Fly Away) è una serie televisiva statunitense in 38 episodi trasmessi per la prima volta nel corso di 2 stagioni dal 1991 al 1993. La serie fu seguita da un film per la televisione, I'll Fly Away: Then and Now del 1993, in cui Lilly Harper, la protagonista, torna nella cittadina dopo essere diventata una scrittrice di successo. Nel 1999 TV Guide classificò Lilly Harper al 15º posto nella sua lista dei 50 più grandi personaggi televisivi di tutti i tempi.

## Trama
Anni 1950, Bryland (cittadina fittizia), sud degli Stati Uniti. Lilly Harper è una governante nera che lavora per il procuratore distrettuale Forrest Bedford e la sua famiglia. Nel corso della serie, Lilly diventa sempre più coinvolta nell'allora emergente movimento dei diritti civili dei neri e vedrà al suo fianco combattere anche Bedford che, per questa sua battaglia, incontrerà non poche difficoltà al lavoro e nel suo ambiente sociale.

## Personaggi
- Forrest Bedford (38 episodi, 1991-1993), interpretato da	Sam Waterston (vinse un Golden Globe nel 1993).
- Lilly Harper (38 episodi, 1991-1993), interpretata da	Regina Taylor (vinse un Golden Globe nel 1993).
- Nathaniel 'Nathan' Bedford (38 episodi, 1991-1993), interpretato da	Jeremy London.
- Francie Bedford (38 episodi, 1991-1993), interpretata da	Ashlee Levitch.
- John Morgan Bedford (38 episodi, 1991-1993), interpretato da	John Aaron Bennett.
- Christina LeKatzis (38 episodi, 1991-1993), interpretata da	Kathryn Harrold.
- Paul Slocum (38 episodi, 1991-1993), interpretato da	Peter Simmons.
- Adlaine Harper (19 episodi, 1991-1993), interpretata da	Rae'Ven Larrymore Kelly.
- Lewis Coleman (13 episodi, 1991-1993), interpretato da	Bill Cobbs.
- Joelyn (11 episodi, 1991-1993), interpretata da	Elizabeth Omilami.
- Tucker Anderson (11 episodi, 1991-1993), interpretato da	Scott Paulin.
- reverendo Henry (10 episodi, 1991-1993), interpretato da	Roger Aaron Brown.
- Eileen Slocum (9 episodi, 1991-1992), interpretata da	Rebecca Koon.
- capitano Mayhew (8 episodi, 1991-1993), interpretato da	Danny Nelson.
- Robert Evans (8 episodi, 1991-1993), interpretato da	Harold Perrineau.
- giudice Lake Stevens (8 episodi, 1991-1992), interpretato da	Ed Grady.
- Bobby Slocum (8 episodi, 1991-1992), interpretato da	Sonny Shroyer.
- Gwen Bedford (7 episodi, 1991-1992), interpretata da	Deborah Hedwall.
- coach Zollicofer Weed (7 episodi, 1991-1992), interpretato da	Brad Sullivan.
- Cookie Baker (7 episodi, 1992-1993), interpretato da	Kathy Larson.
- Marguerite Peck (7 episodi, 1992), interpretata da	Mary Alice.
- Taylor (6 episodi, 1992-1993), interpretato da	Wendy Benson-Landes.
- Joe Clay (6 episodi, 1992-1993), interpretato da	Vondie Curtis-Hall.
- Kyle Cooper (6 episodi, 1992-1993), interpretato da	Joe Inscoe.
- Parkie Sasser (6 episodi, 1992), interpretata da	Amy Ryan.

## Produzione
La serie, ideata da Joshua Brand e John Falsey, fu prodotta da Brand/Falsey Productions e Lorimar Television e girata  ad Atlanta,  Conyers e Covington in Georgia. Le musiche furono composte da W.G. Snuffy Walden.

### Registi
Tra i registi della serie sono accreditati:
- Jack Bender (6 episodi, 1991-1993)
- Ian Sander (4 episodi, 1991-1993)
- Michael Fresco (4 episodi, 1991-1992)
- Eric Laneuville (3 episodi, 1991-1992)
- Allan Arkush (2 episodi, 1992-1993)
- David Chase (2 episodi, 1992)
- Michael Katleman (2 episodi, 1992)

## Distribuzione
La serie fu trasmessa negli Stati Uniti dal 1991 al 1993 sulla rete televisiva NBC. In Italia è stata trasmessa su RaiUno nel 2000 con il titolo Io volerò via.
Alcune delle uscite internazionali sono state:
- negli Stati Uniti il 7 ottobre 1991 (I'll Fly Away)
- in Francia il 2 marzo 1996 (Les ailes du destin)
- in Finlandia (Kauas pois)
- in Italia (Io volerò via)
- in Spagna (Tiempo de conflictos)

## Episodi
| Stagione         | Episodi | Prima TV USA |
| ---------------- | ------- | ------------ |
| Prima stagione   | 22      | 1991-1992    |
| Seconda stagione | 16      | 1992-1993    |